# Марк Савар
Марк Савар (фр. Marc Savard; 17 липня 1977, м. Оттава, Канада) — канадський хокеїст, центральний нападник. 
Виступав за «Ошава Дженералс» (ОХЛ), «Нью-Йорк Рейнджерс», «Гартфорд Вулф-Пек» (АХЛ), «Калгарі Флеймс», СК «Берн», ХК «Тургау», «Атланта Трешерс», «Бостон Брюїнс». 
В чемпіонатах НХЛ — 807 матчів (207+499), у турнірах Кубка Стенлі — 25 матчів (8+14). У чемпіонатах Швейцарії — 5 матчів (1+2).
Досягнення
- Володар Кубка Стенлі (2011)
- Учасник матчу всіх зірок НХЛ (2008, 2009).